# 库尼特
库尼特，是西班牙加泰罗尼亚塔拉戈纳省的一个市镇。总面积10平方公里，总人口6402人（2001年），人口密度640人/平方公里。